# Simulium violacescens
Simulium violacescens es una especie de insecto del género Simulium, familia Simuliidae, orden Diptera.

## Distribución
Se distribuye por Colombia, México y Venezuela.

## Taxonomía
Fue descrita científicamente por Enderelin, 1934.